# Matthäus von Krakau
Matthäus von Krakau (* um 1335/40 in Krakau; † 5. März 1410 in Heidelberg) war ein katholischer Theologe sowie Professor an der Universität Heidelberg, deren Rektor er 1396–1397 war. 1405–1410 war er Bischof von Worms.

## Leben
Matthäus wurde als Sohn eines deutschsprachigen Stadtschreibers in Krakau geboren. Ab 1365 studierte er an der Karls-Universität Prag, an der er anschließend auch lehrte. Bis 1380 gehörte er zur Artistenfakultät und wechselte dann zur theologischen Fakultät, wo er 1384 promovierte und wo u. a. Nikolaus Magni von Jauer und Matthias von Liegnitz zu seinen Schülern gehörten. Daneben wirkte er in Prag als Stadtprediger, der für religiöse und kirchliche Reformen eintrat. Im Auftrag der Universität unternahm er 1379 eine Reise zu Papst Urban VI. und 1385 nach Genua. Von 1390 bis 1394 hielt er sich wieder in Krakau auf, wo er vermutlich an der Reorganisation der Universität beteiligt war.
1394 wechselte er an die Universität Heidelberg auf eine gut dotierte theologische Professur. Bereits 1395 wurde er zum Dekan der theologischen Fakultät berufen und 1396 bis 1397 bekleidete er das Amt des Rektors. 1396 erhielt er als Prediger das Recht der freien Kanzelwahl. Bereits 1395 hatte ihn Kurfürst Ruprecht II. zum Geheimen Rat und Beichtvater ernannt. Als einer der führenden Theologen wurde er in der Frage des Papstschismas vom kurfürstlichen Hof, dem Zentrum der römischen Obödienz in Deutschland, als Berater herangezogen und übte dadurch theologisch und kirchenpolitisch erheblichen Einfluss aus. 1396 wurde er mit einem Kanonikat in Speyer ausgestattet.
Mit der Wahl des Kurfürsten Ruprecht III. zum römisch-deutschen König begann seine eigentliche politische Tätigkeit. Er unterstützte zusammen mit dem Hofjuristen Job Vener den König beim Aufbau einer Regierungszentrale in Nürnberg, reiste 1401 als Gesandter nach Frankreich und führte zusammen mit dem Speyerer Bischof Raban von Helmstatt mit der römischen Kurie langwierige und zähe Verhandlungen um die Päpstliche Approbation, die erst am 1. Oktober 1403 erfolgreich abgeschlossen werden konnten. Er vertrat den König auch auf dem Konzil von Pisa 1409, wo er die Dreispaltung der Kirche zu verhindern suchte.
Am 19. Juni 1405 wurde er von Papst Innozenz VII. zum Bischof von Worms ernannt, 1408 zum Kardinal erhoben und 1409 zum Legaten für Deutschland bestimmt. Er war weiterhin als Berater des Königs und für die Universität Heidelberg tätig. In Worms hielt er sich hingegen kaum auf, da die Stadt wegen politischer Spannungen gebannt war.
Er hinterließ ein umfangreiches schriftstellerisches Werk mit Predigtsammlungen und theologischen Schriften, die bis zur Reformation fortwirkten. Darin beschäftigte er sich vor allem mit der christlichen Lebenspraxis und der Seelsorge. In seinen Predigten bezog er deutlich Stellung gegen das unwürdige Verhalten vornehmlich der Weltgeistlichen mit ihrer theologischen Unbildung und pastoralen Gleichgültigkeit. Er kritisierte ihre Habsucht, ihr Streben nach privaten Genüssen und den Ämterkauf. Trotz seiner Kritik war er stets offen für Gespräche mit der Amtskirche.
Er starb am 5. März 1410 in Heidelberg und wurde im Chor des Wormser Doms beigesetzt. Seine für jene Zeit umfangreiche Bibliothek hinterließ er der Universität Heidelberg.